# Distretto di Slaŭharad
Il distretto di Slaŭharad (in bielorusso Слаўгарадскі раён?) è un distretto (raën) della Bielorussia appartenente alla regione di Mahilëŭ.